# 科佩德街区

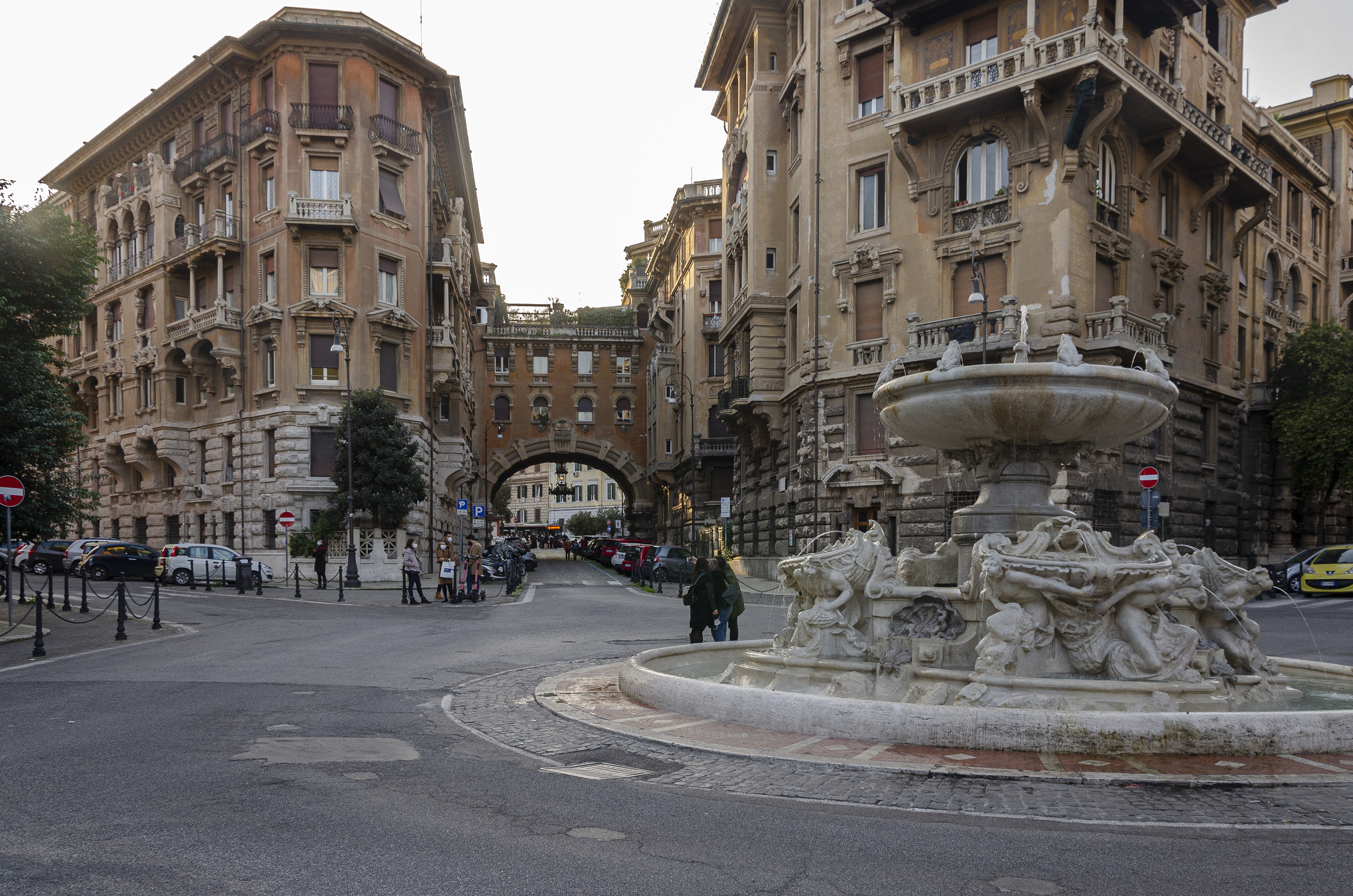
大使宫与青蛙喷泉

科佩德街区（Quartiere Coppedè）是意大利罗马的一个自由风格，或称新藝術風格建筑群，修建于1915-1927年，位于的里雅斯特区（quartiere Trieste），介于塔格利亚门托街、阿诺街、翁布罗内街、赛尔基奥街和克利通诺街之间。步行区面积约45000平方米。楼层最多5层。
它并不是一个真正的社区，是由设计它的建筑师吉诺·科佩德命名。建筑群由十八座宫殿和二十七座建筑组成， 围绕着明乔广场的核心排列。

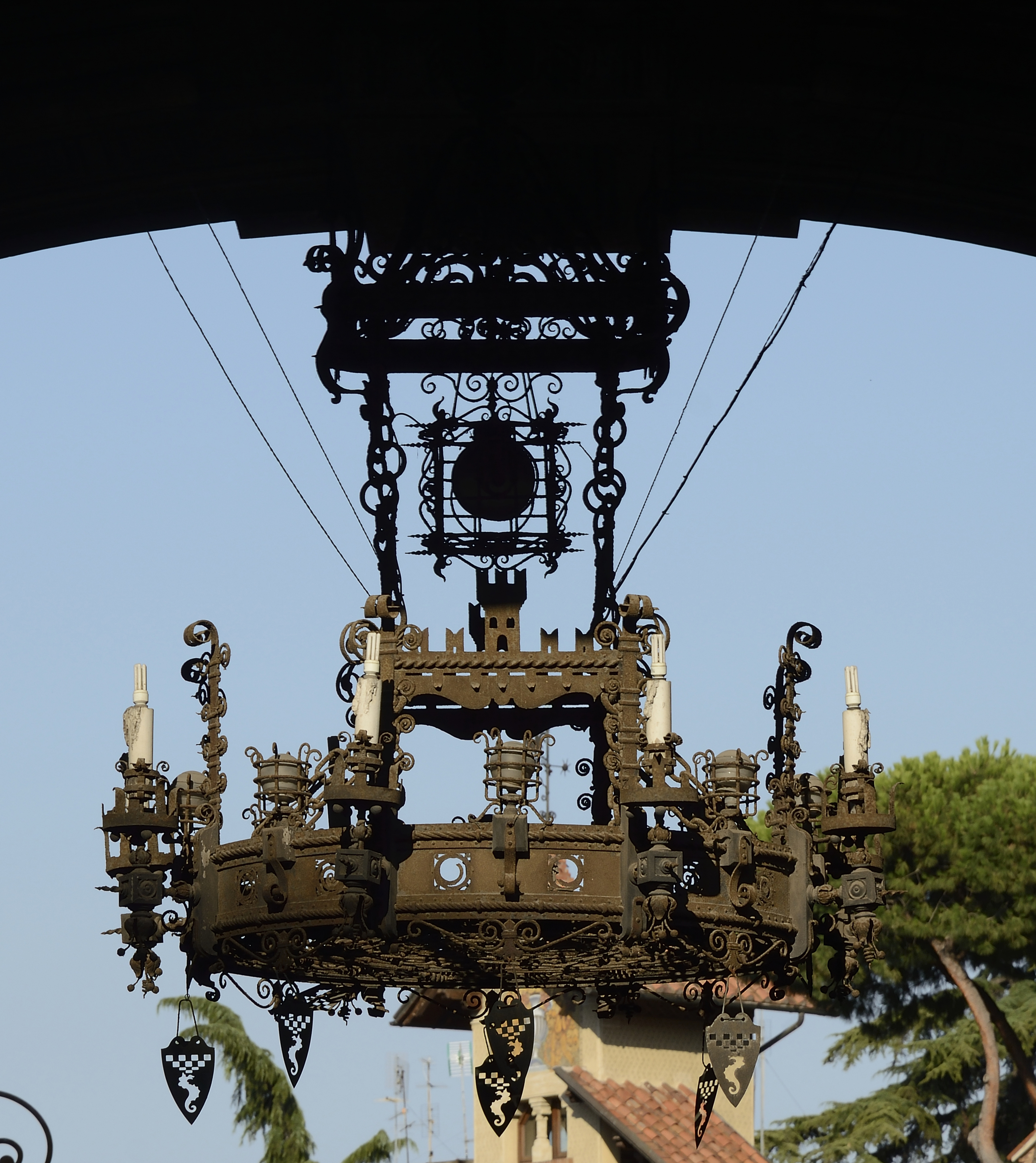

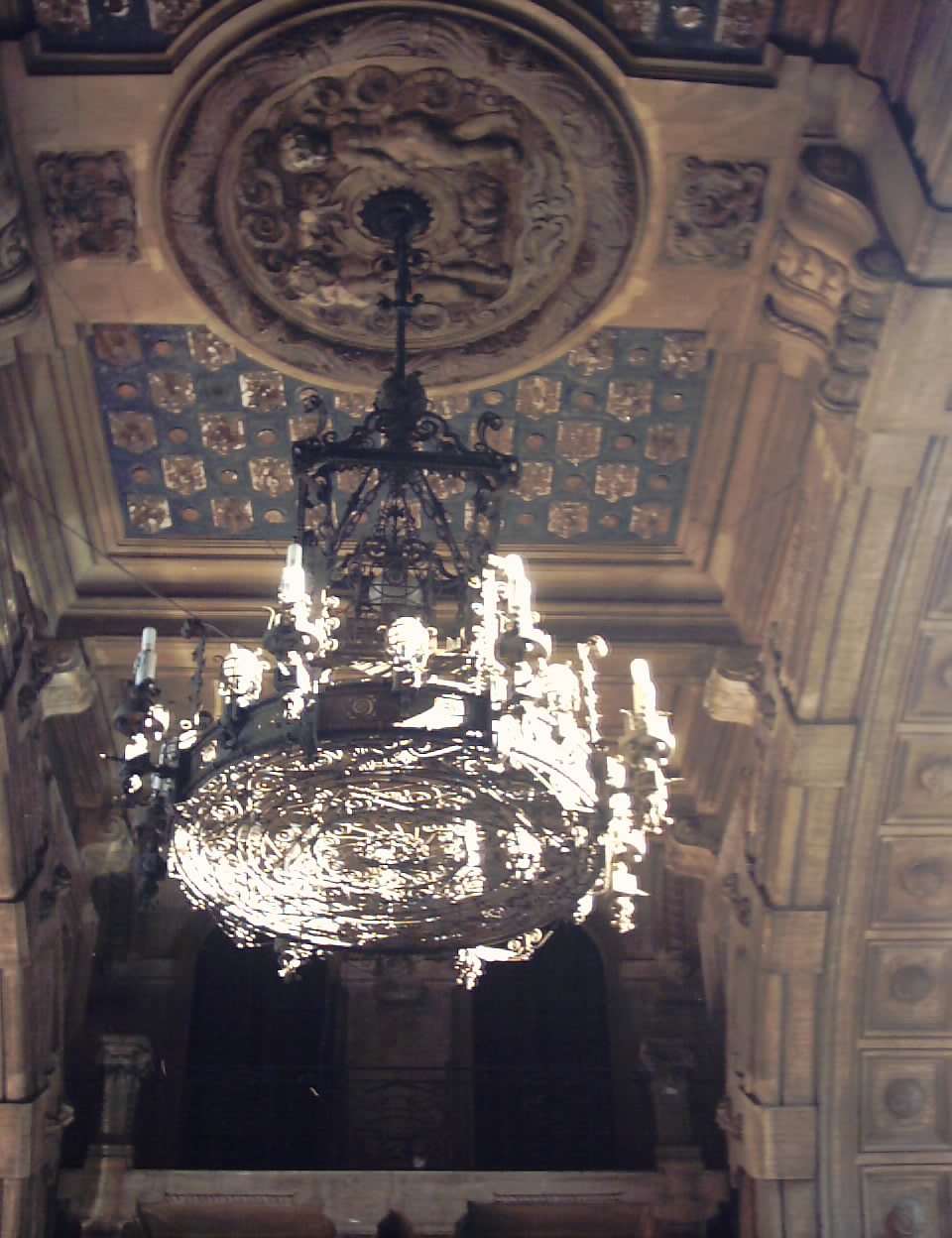
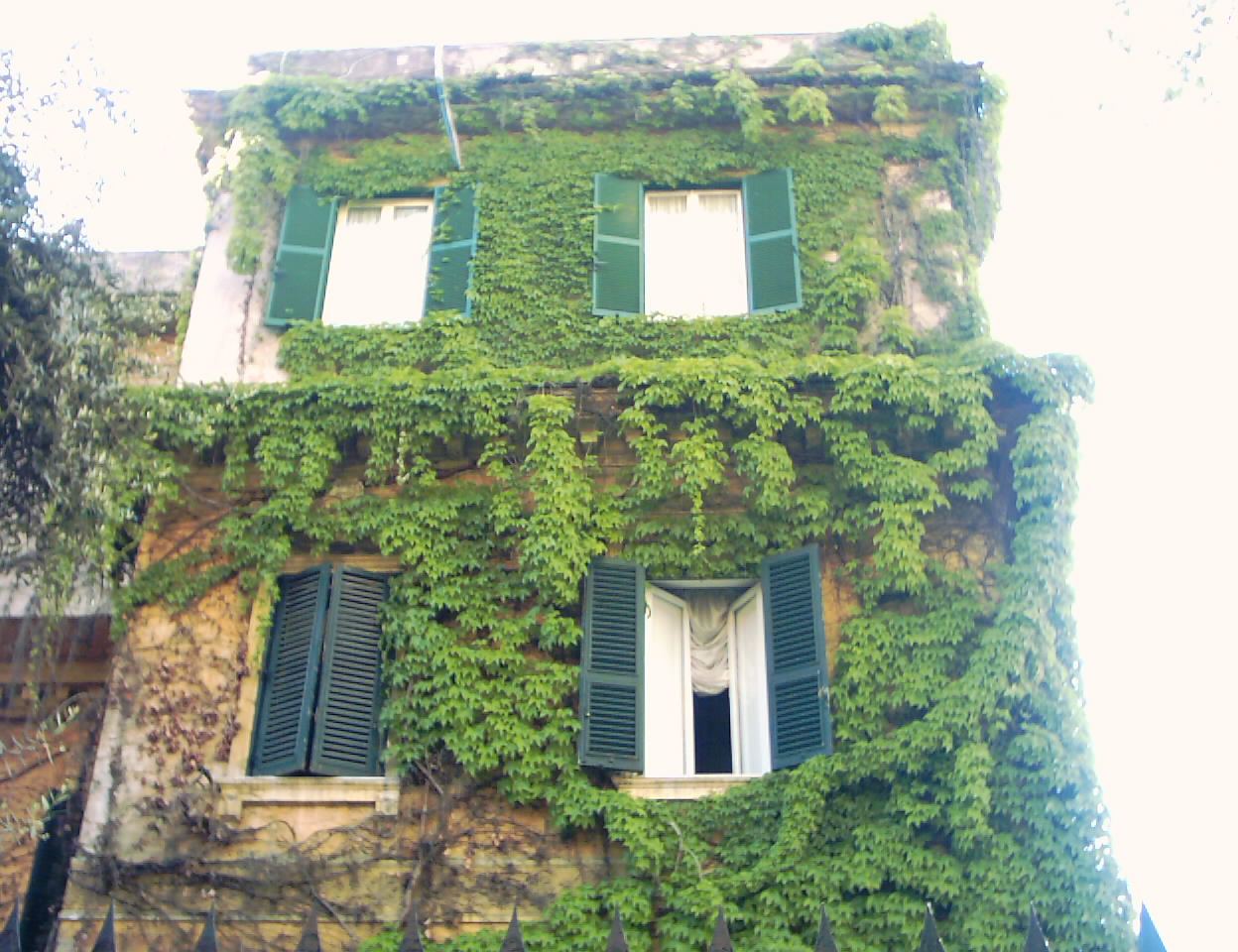
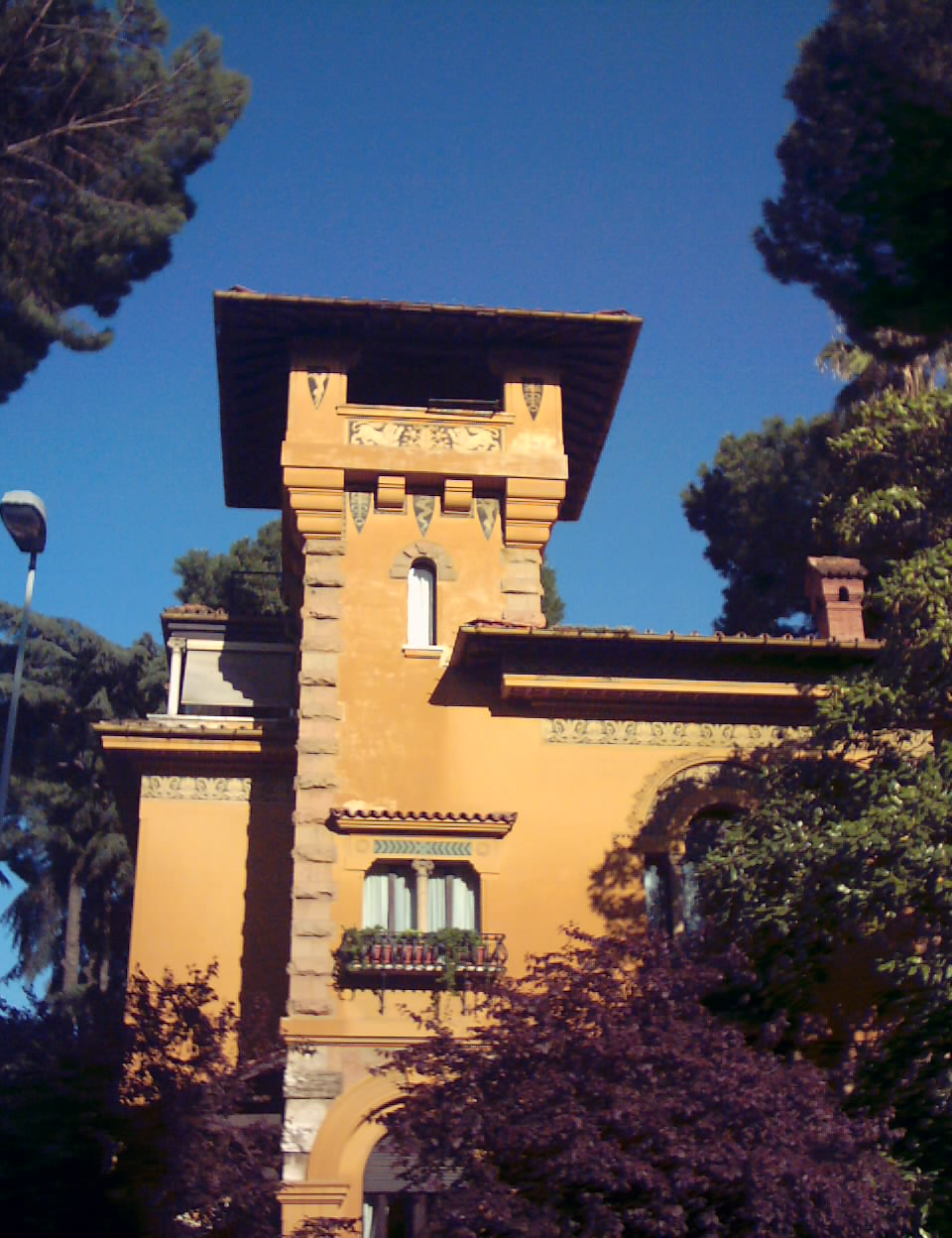
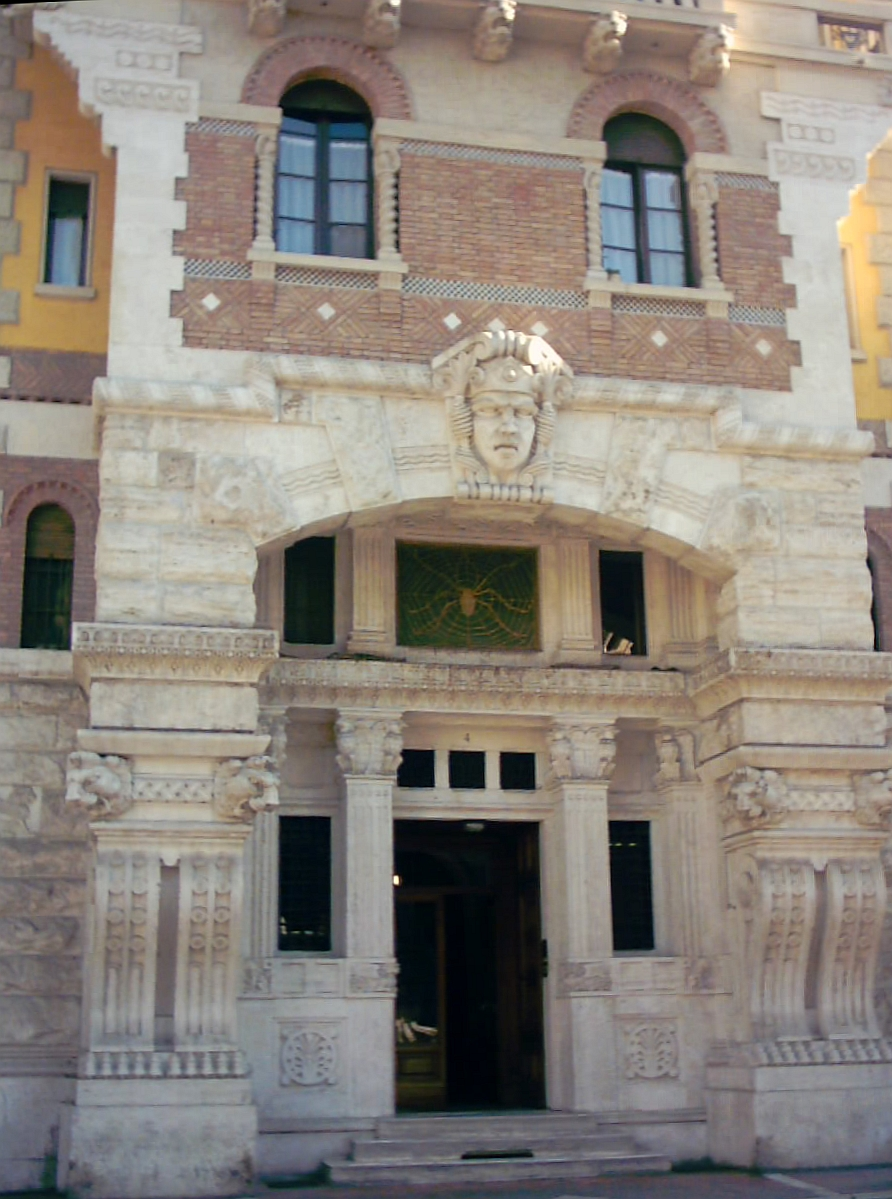
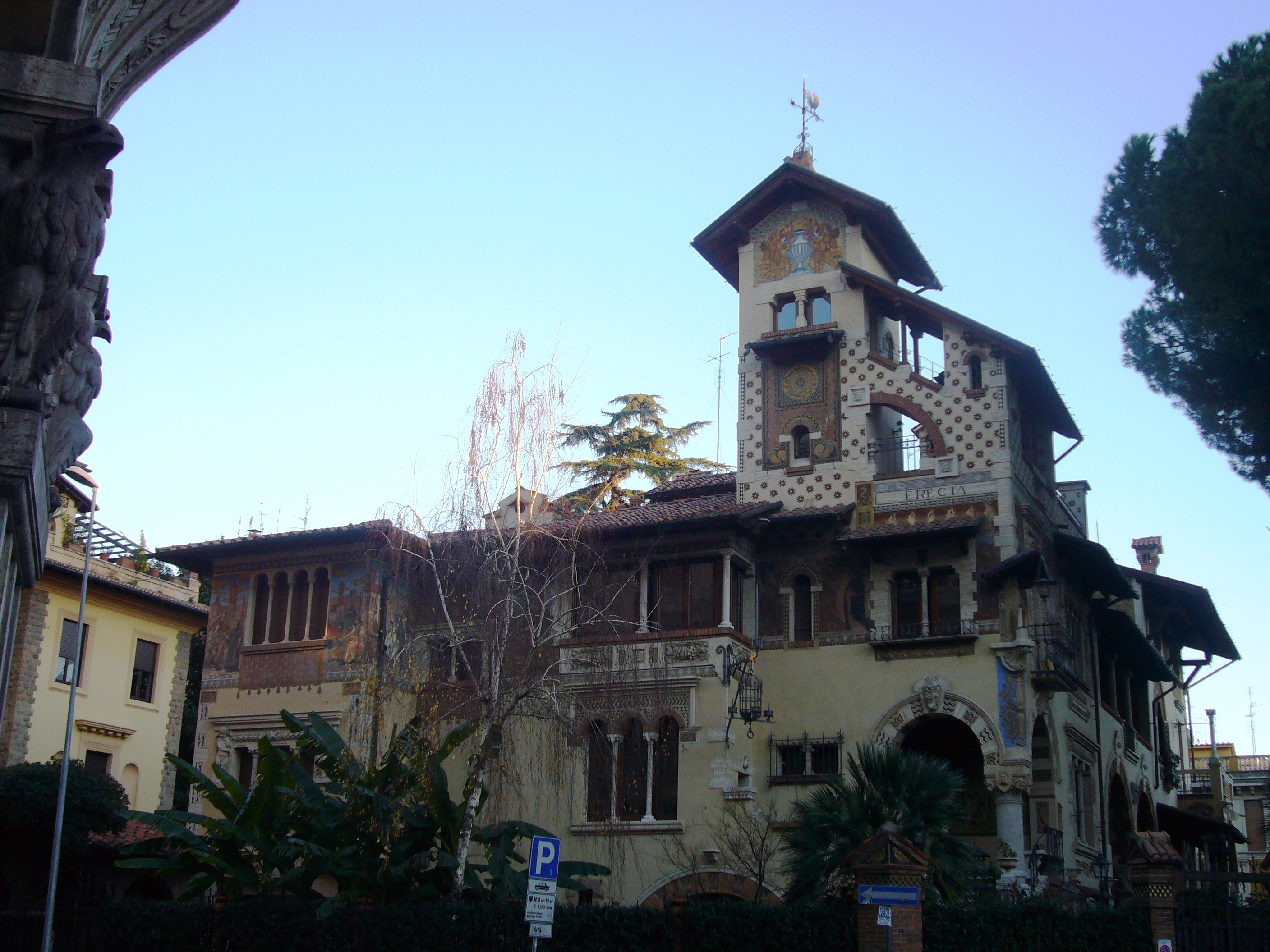
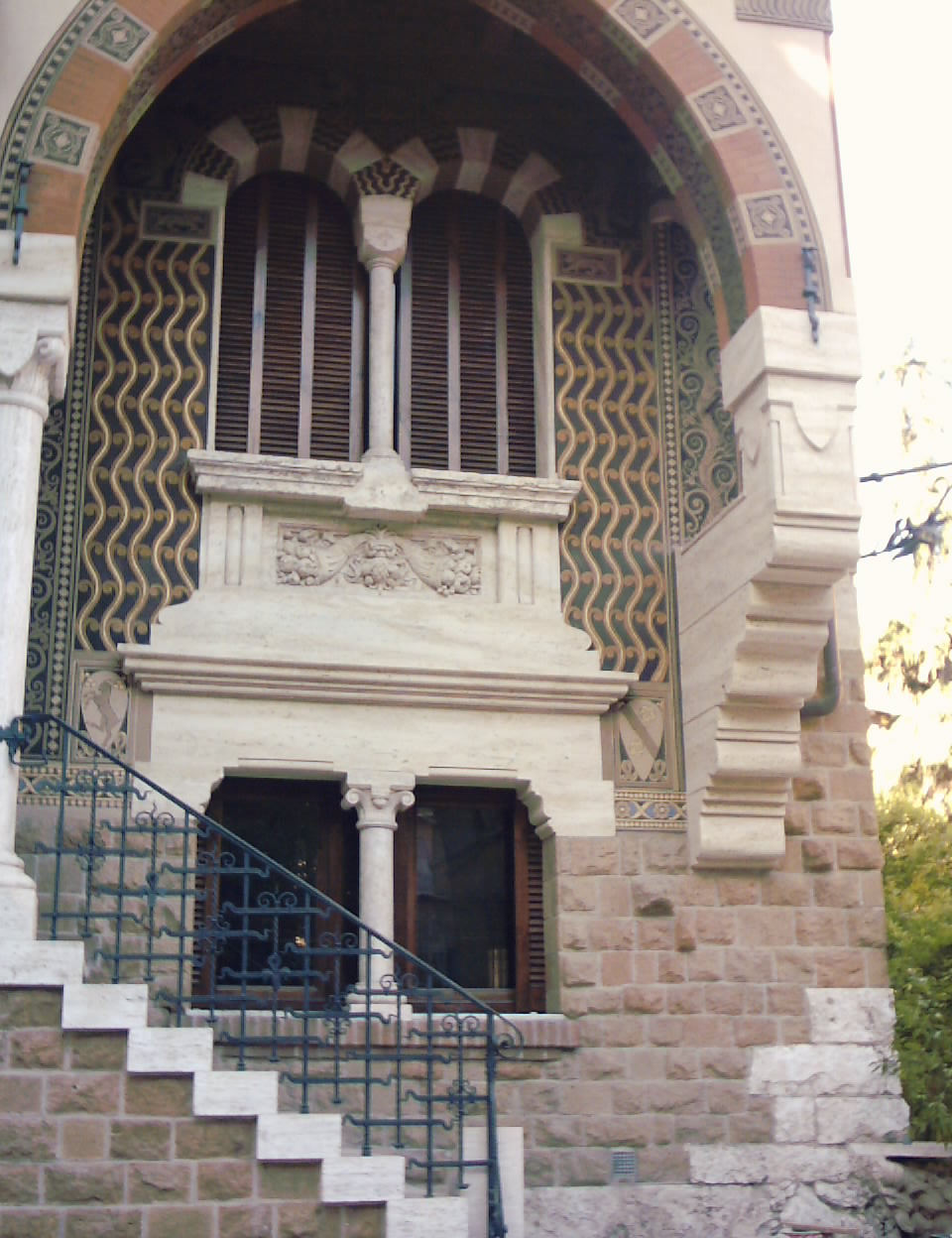
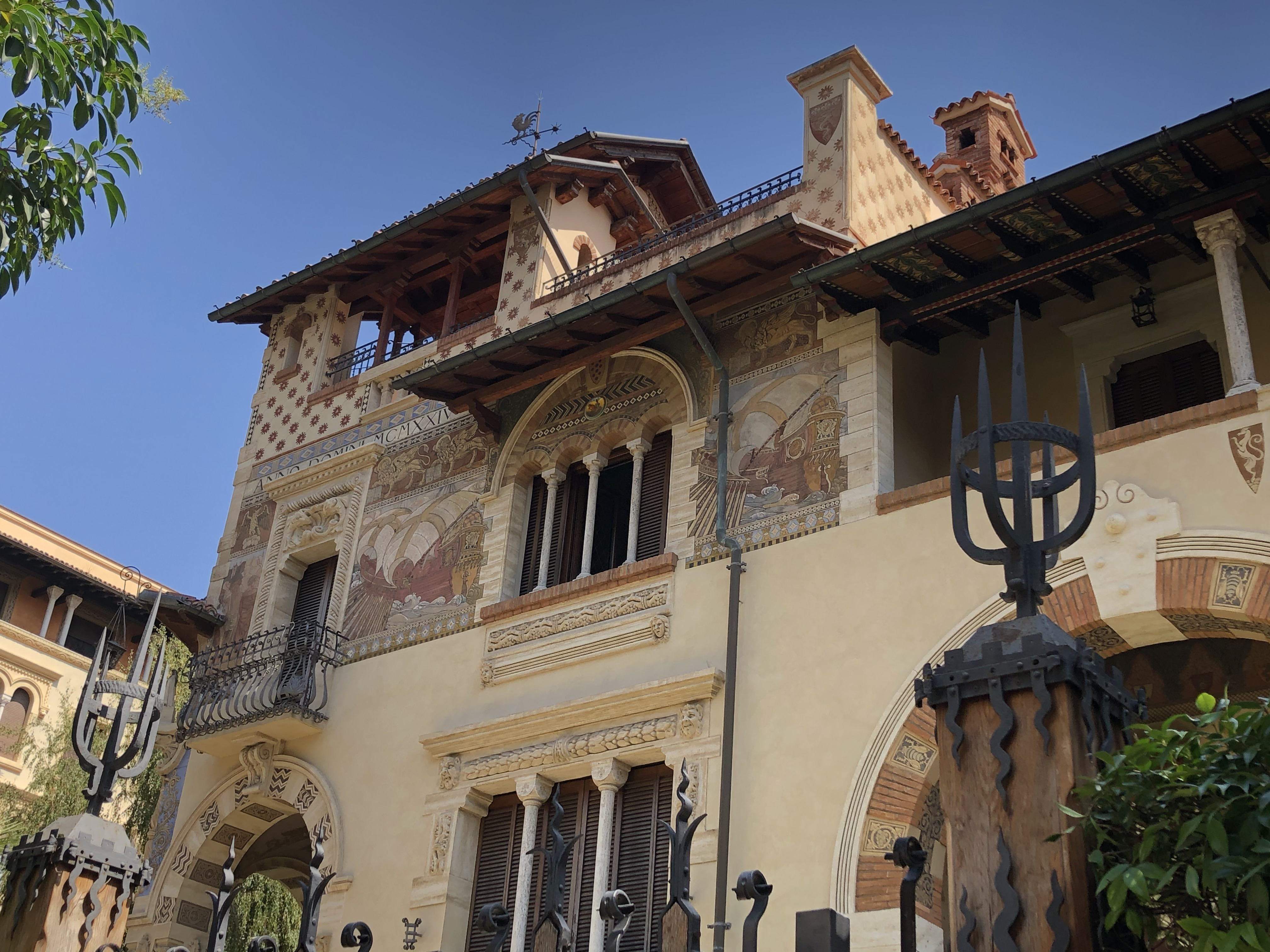
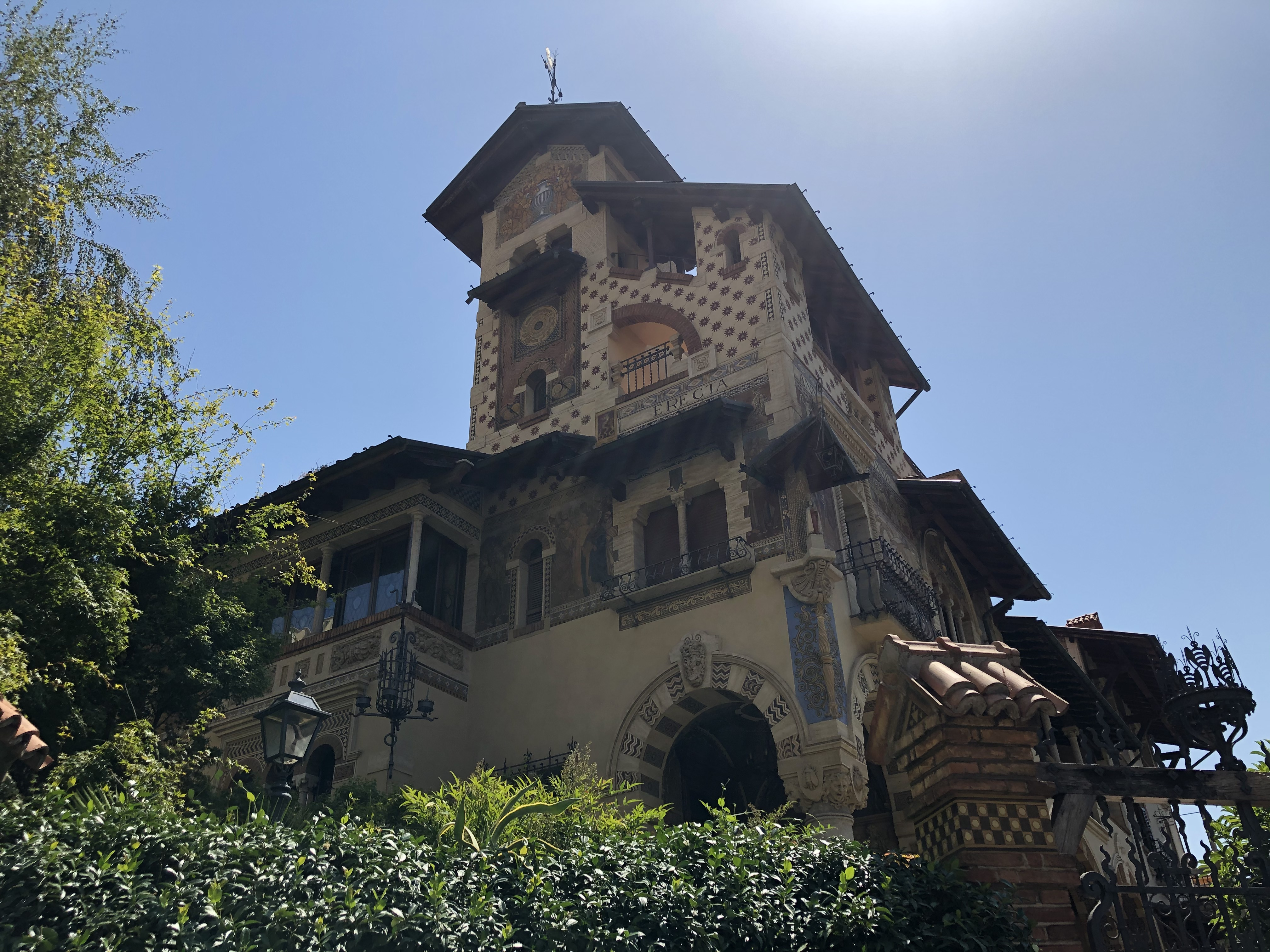